# Níkel (Múrmansk)
Níkel (del ruso: Ни́кель), lit. níquel; en finés: Kolosjoki) es un asentamiento de tipo urbano de Rusia, capital del ókrug municipal de Péchenga en la óblast de Múrmansk. Está a unos 7 kilómetros de la frontera de Noruega, al noroeste de la península de Kola.
En 2019, la localidad tenía una población de 11 244 habitantes.

## Situación
La situación es:
| Noroeste: Utsjoki | Norte: Mar de Barents | Noreste: Péchenga            |
| Oeste: Lago Inari |                       | Este: Severomorsk y Múrmansk |
| Suroeste Inari    | Sur: Kovdor           | Sureste: Lovozero            |

## Historia
Fue fundada por Finlandia en 1936, con el topónimo Kolosjoki, como un poblado minero de extracción de níquel, elemento del que toma el nombre. Tras incorporarse a la Unión Soviética en el Armisticio de Moscú, la extracción y procesamiento de níquel continuó, y fue creciendo de forma muy descontrolada, hasta el punto de llegar a ser una de las localidades más contaminadas de Rusia. El gobierno de la cercana Noruega se quejó durante décadas de que las plantas de procesamiento locales generaban una lluvia ácida de dióxido de azufre, hasta que se cerraron en 2020.
Antes de que el raión de Péchenga se constituyera en 2020 como ókrug municipal, Níkel era sede de un ayuntamiento urbano, que incluía como pedanías las localidades rurales de Rayakoski, Borisoglebsky, Prirechni y Salmiyarvi.

## Cultura
El video titulado Farewell To The Fairground de la banda de Rock Alternativo White Lies fue filmado allí a principios de 2009